# Lijst van Atractaspididae
Onderstaand een lijst van alle soorten slangen uit de familie Atractaspididae. De familie telt 69 soorten in 11 geslachten, vier geslachten zijn monotypisch. Dit betekent dat zij slechts door een enkele soort worden vertegenwoordigd. De lijst is gebaseerd op de Reptile Database.
- Soort Amblyodipsas concolor
- Soort Amblyodipsas dimidiata
- Soort Amblyodipsas katangensis
- Soort Amblyodipsas microphthalma
- Soort Amblyodipsas polylepis
- Soort Amblyodipsas rodhaini
- Soort Amblyodipsas teitana
- Soort Amblyodipsas unicolor
- Soort Amblyodipsas ventrimaculata
- Soort Aparallactus capensis
- Soort Aparallactus guentheri
- Soort Aparallactus jacksonii
- Soort Aparallactus lineatus
- Soort Aparallactus lunulatus
- Soort Aparallactus modestus
- Soort Aparallactus moeruensis
- Soort Aparallactus niger
- Soort Aparallactus nigriceps
- Soort Aparallactus turneri
- Soort Aparallactus werneri
- Soort Atractaspis andersonii
- Soort Atractaspis aterrima
- Soort Atractaspis battersbyi
- Soort Atractaspis bibronii
- Soort Atractaspis boulengeri
- Soort Atractaspis branchi
- Soort Atractaspis congica
- Soort Atractaspis corpulenta
- Soort Atractaspis dahomeyensis
- Soort Atractaspis duerdeni
- Soort Atractaspis engaddensis
- Soort Atractaspis engdahli
- Soort Atractaspis fallax
- Soort Atractaspis irregularis
- Soort Atractaspis leucomelas
- Soort Atractaspis magrettii
- Soort Atractaspis microlepidota
- Soort Atractaspis micropholis
- Soort Atractaspis phillipsi
- Soort Atractaspis reticulata
- Soort Atractaspis scorteccii
- Soort Atractaspis watsoni
- Soort Brachyophis revoili
- Soort Chilorhinophis butleri
- Soort Chilorhinophis gerardi
- Soort Homoroselaps dorsalis
- Soort Homoroselaps lacteus
- Soort Hypoptophis wilsonii
- Soort Macrelaps microlepidotus
- Soort Poecilopholis cameronensis
- Soort Polemon acanthias
- Soort Polemon ater
- Soort Polemon barthii
- Soort Polemon bocourti
- Soort Polemon christyi
- Soort Polemon collaris
- Soort Polemon fulvicollis
- Soort Polemon gabonensis
- Soort Polemon gracilis
- Soort Polemon graueri
- Soort Polemon griseiceps
- Soort Polemon neuwiedi
- Soort Polemon notatus
- Soort Polemon robustus
- Soort Xenocalamus bicolor
- Soort Xenocalamus mechowii
- Soort Xenocalamus michelli
- Soort Xenocalamus sabiensis
- Soort Xenocalamus transvaalensis